# Maria Hallström
Maria Lovisa Hallström, född 18 maj 1869 i Överjärna socken, död 7 maj 1952 i Uppsala, var en svensk yrkesfotograf, verksam mellan 1898 och 1924 huvudsakligen i Södertälje. En rekonstruktion av hennes ateljé finns i den så kallade Engelströmska gården på Torekällbergets museum.

## Biografi

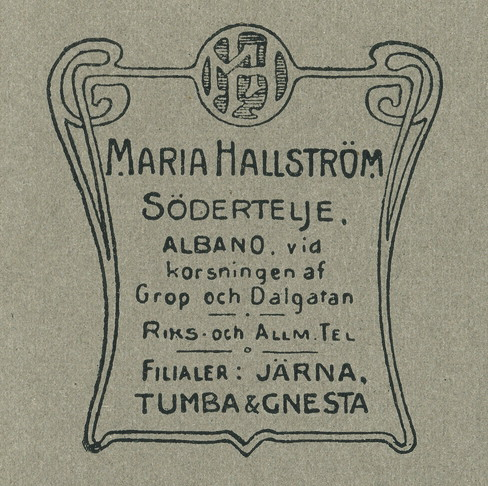
Hallströms firmamärke.

Maria Hallström var bosatt i Stockholm mellan 1886 och 1890 och korta tider i Sollefteå, Strängnäs samt Madesjö innan hon 1902 kom till Södertälje. Här öppnade hon 1902 sin första egna fotoateljé som var belägen i Villa Albano vid Dalgatan, där hon också bodde, enligt annons i Södertelge Tidning 11 april 1902. Ateljén tog hon över efter fotograf Rudolf Larsson. Senare öppnade hon även filialer i Järna, Tumba och Gnesta där hon arbetade på helgerna. 
1913 flyttar hon till villa Torgils, där hon bodde kvar enligt kyrkoarkiven till flytten till Uppsala 1924.
År 1916 flyttade Hallström sin ateljé till Järnagatan 1 fyra trappor. Där inrättade hon även en ny ateljé och fotolabbet / mörkrummet hade hon i köket. Hon var ogift och verkade som fotograf veckans alla dagar, ibland även på jul- och nyårshelger. Till sin hjälp hade hon sin syster Johanna Magdalena samt biträdet Rosa Maria Vennström. Av en bevarad sittningsbok framgår att hennes tjänster som fotograf efterfrågades livlig. De flesta av hennes fotografier är ateljéporträtt men hon producerade även vykort. 
Den övervägande delen avbildade personer kom från trakten med yrken som präst, sjuksköterska, osthandlare, soldat, målarmästare, kafébiträde eller kamrer. Även en del sommargäster lät sig fotografera av Hallström. Vid ateljéfotograferingarna använde Hallström skickligt befintligt dagsljus och rekvisita samt de för tiden typiska landskapsfonderna. Exponeringstiderna var långa, ibland flera minuter, och med hjälp av nack- och benstöd fick man personen att sitta stilla framför kameran. Ibland blev dessa hjälpmedel synliga och fick retuscheras bort.
År 1924, i 55 års ålder, flyttade hon och systern till Uppsala och avslutade därmed sin verksamhet som fotograf. Sina ateljéer inklusive utrustning och negativsamlingen sålde hon till fotografen Wiwan Ohlson.

### Bilder (urval)

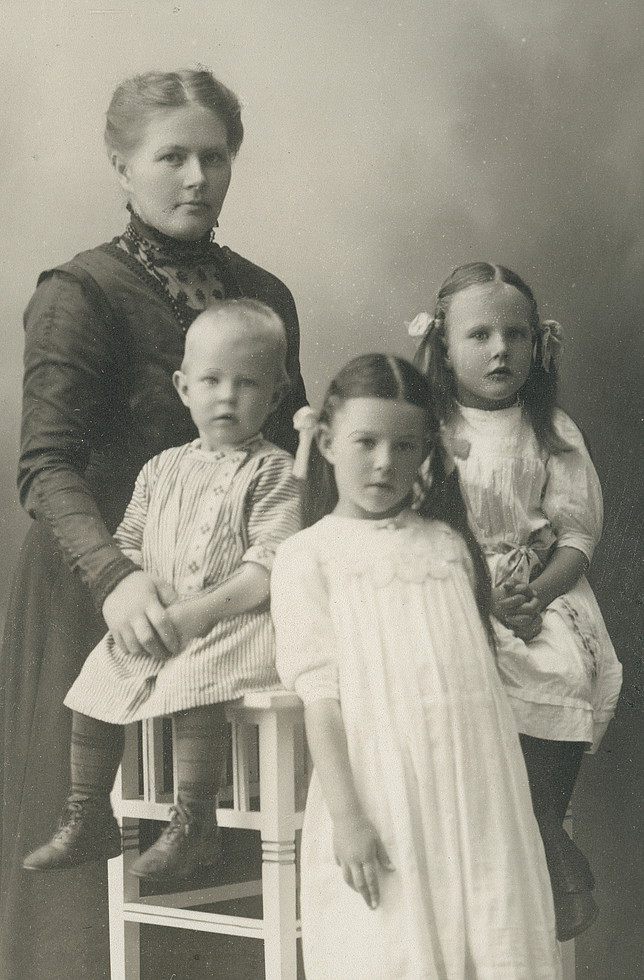
Kvinna och tre barn.
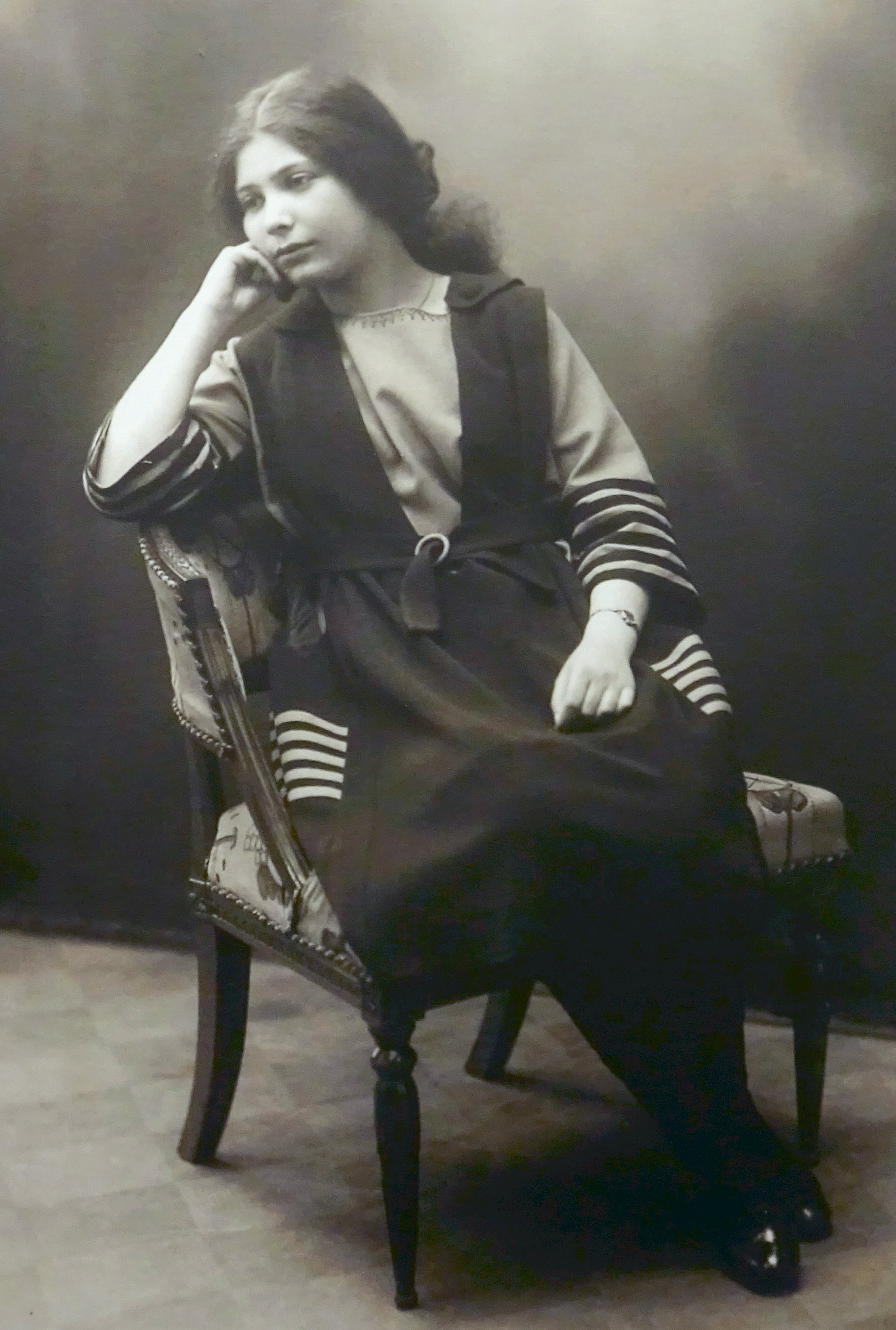
Kvinna.
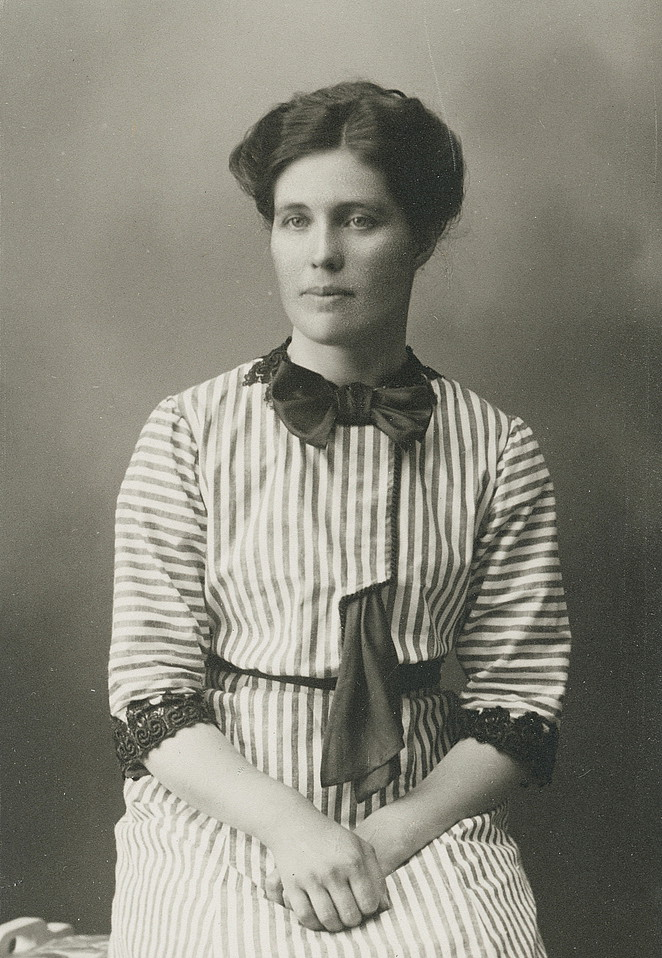
Kvinna.
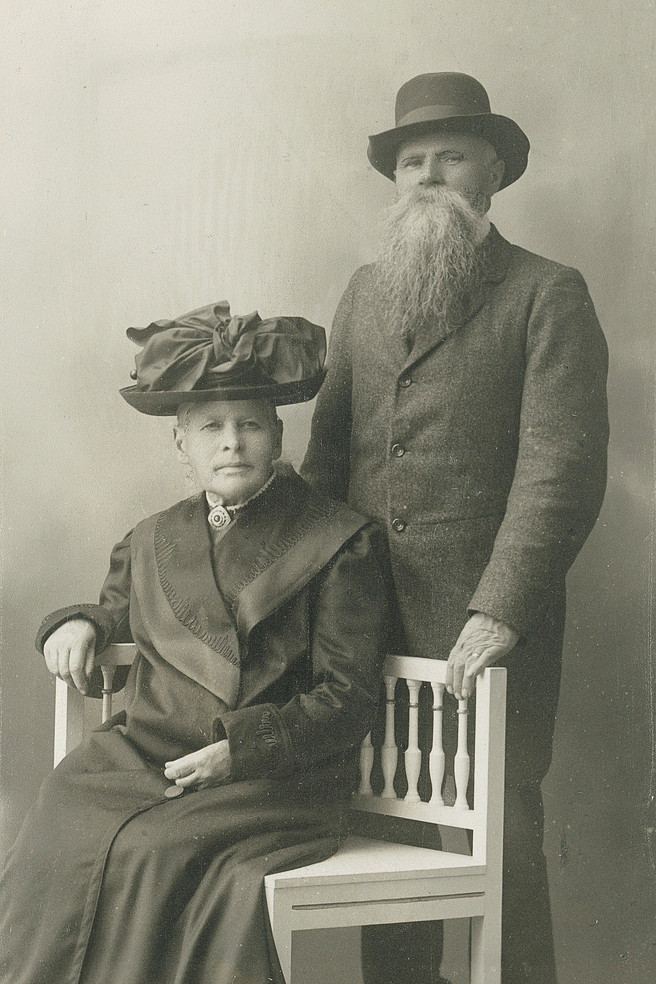
Man och kvinna.
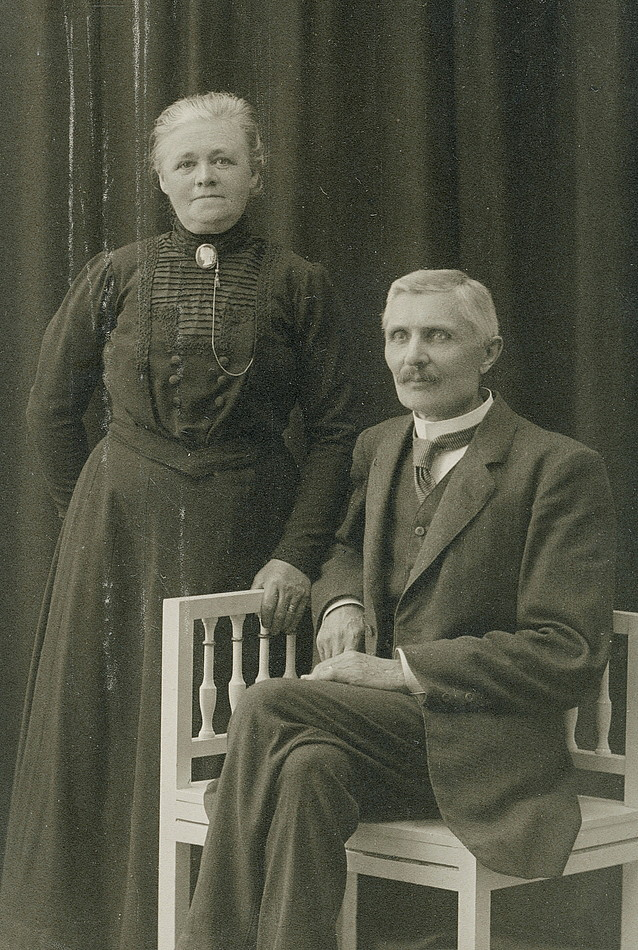
Man och kvinna.
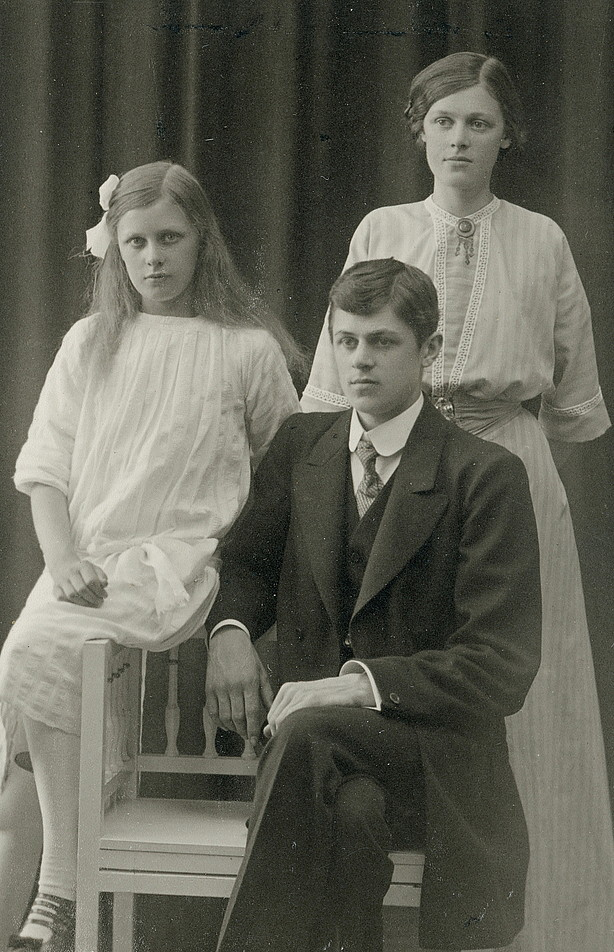
Tre syskon.

## Hallströms bildskatt
Torekällbergets museum förvärvade 1972 dödsboet efter fotografen Wiwan Ohlson. Närmare 8 000 glasplåtar ur detta material har tillskrivits Hallström och cirka 6 000 hittades vid en vindsröjning. Omkring 7 000 av hennes bilder är datoriserade och registrerade samt sökbara i museets databas i Stadsmuseet på museiområdet. Många negativ var skadade av fukt och slitage, men museet har rengjort dem så gott det gick. Även Hallströms sittningsbok från 1916 finns bevarad i museets arkiv. Torekällbergets museum har också rekonstruerat en fotoateljé i stadskvarteren på museiområdet, där flertalet av föremålen är hämtade från Maria Hallströms ateljé. Byggnaden där ateljén finns idag är den före detta Engelströmska gården som ursprungligen låg i hörnet Kattsvansen / Skolgatan i Södertälje och var ett bostadshus från sena 1700-tal eller tidigt 1800-tal. Gården flyttades 1970 till sin nuvarande plats.

Torekällbergets Fotografi Atelier
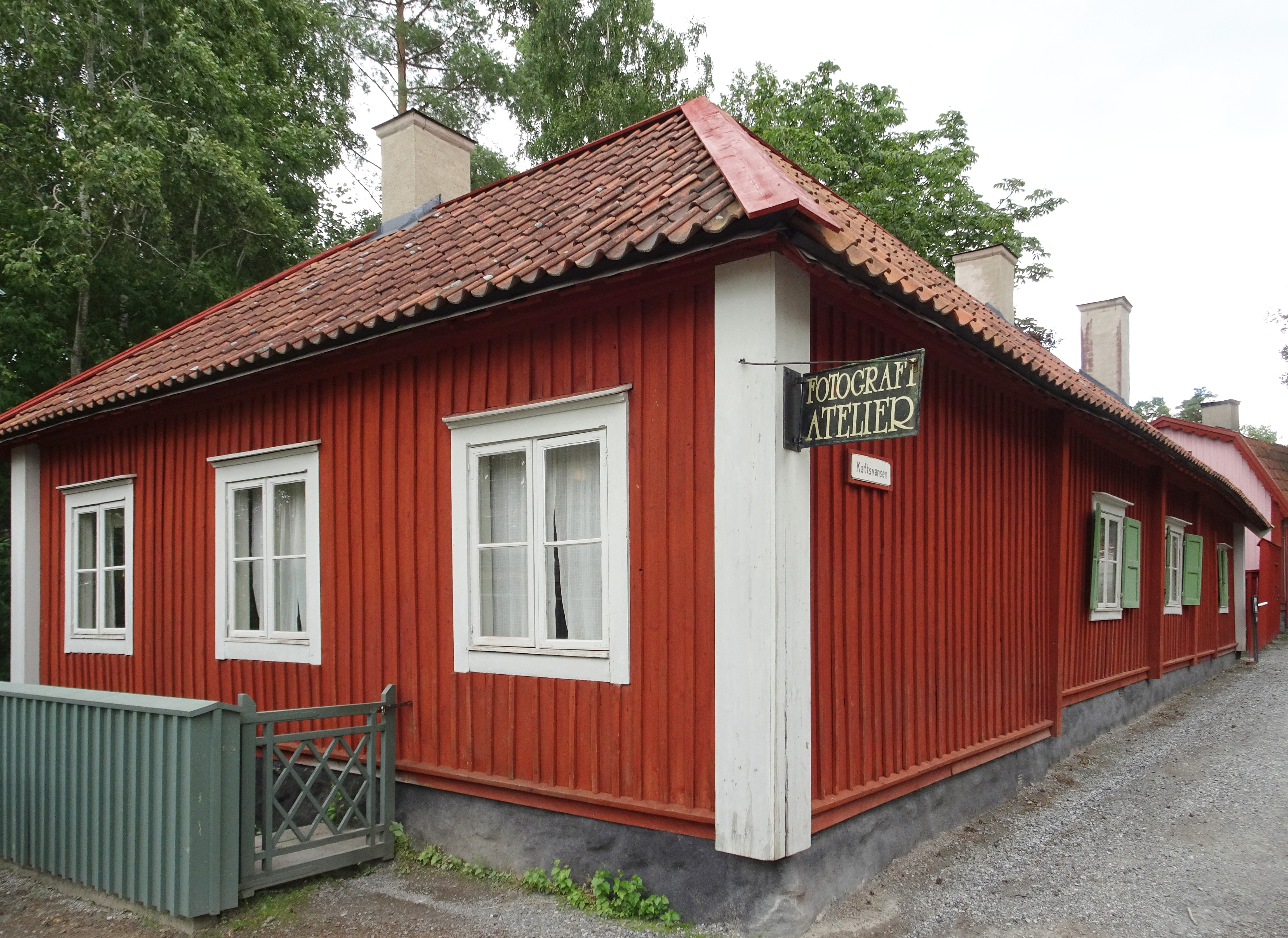
"Fotografi Atelier" i stadskvarteret.
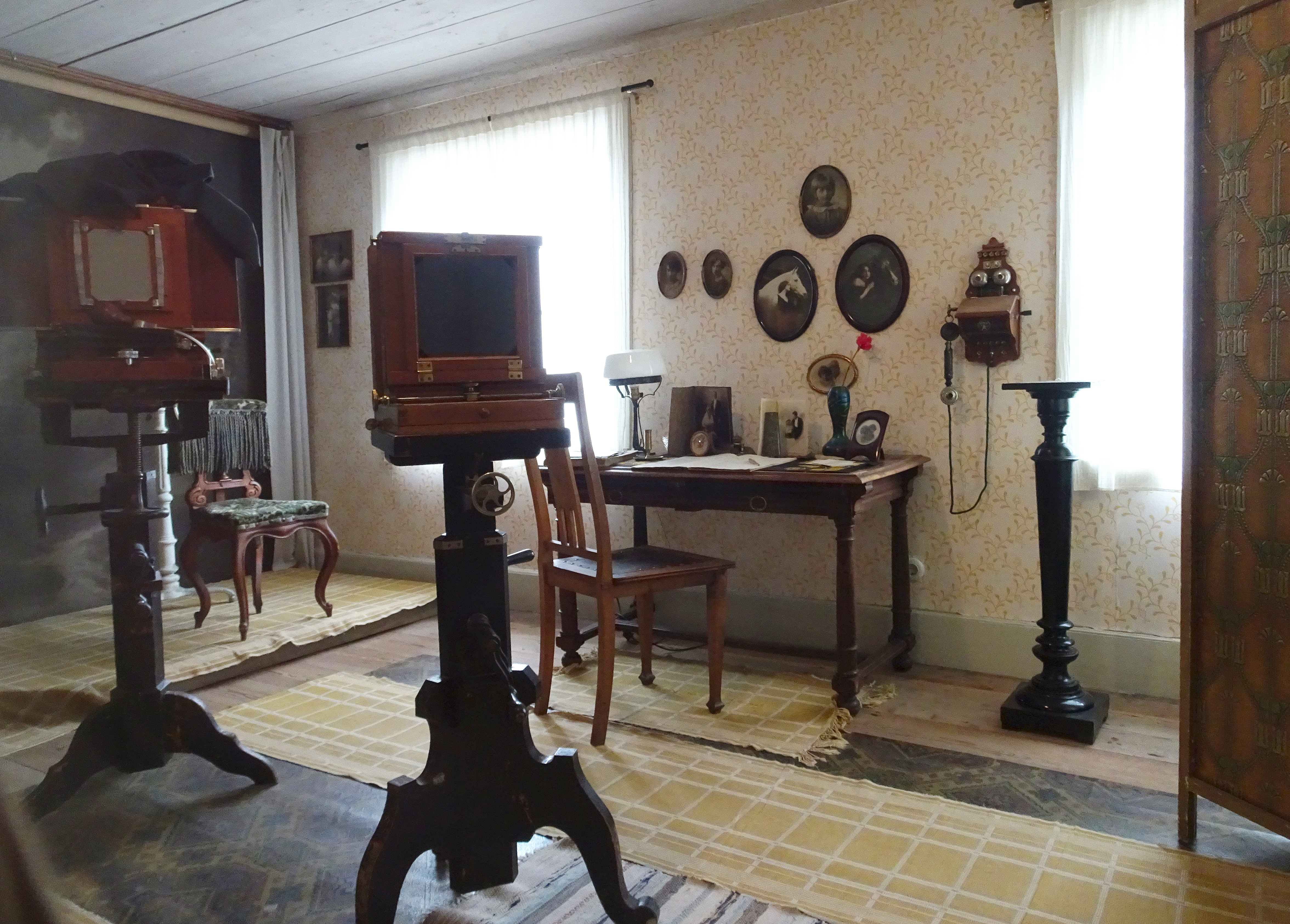
Ateljén.
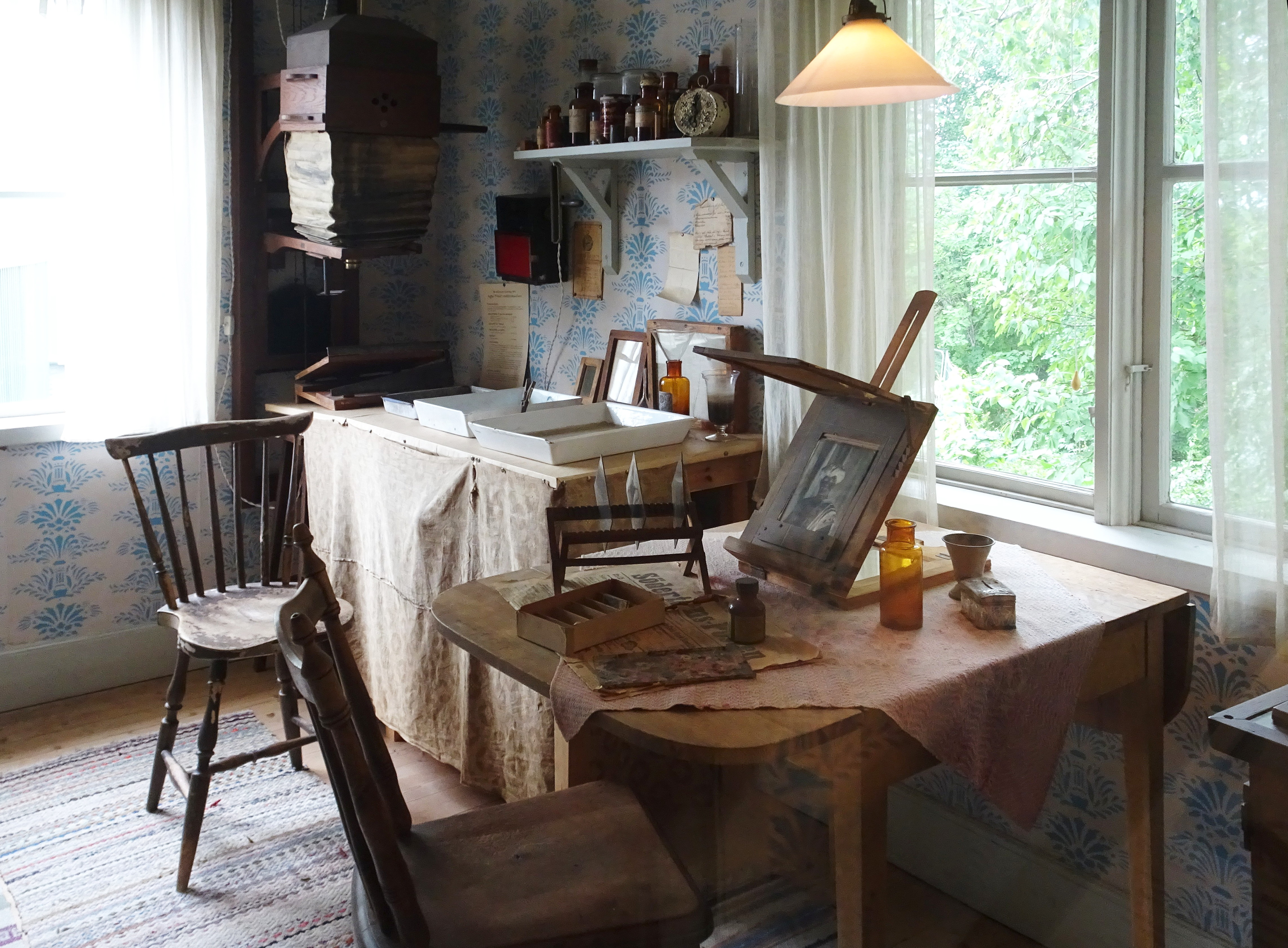
Mörkrum och fotolabb.
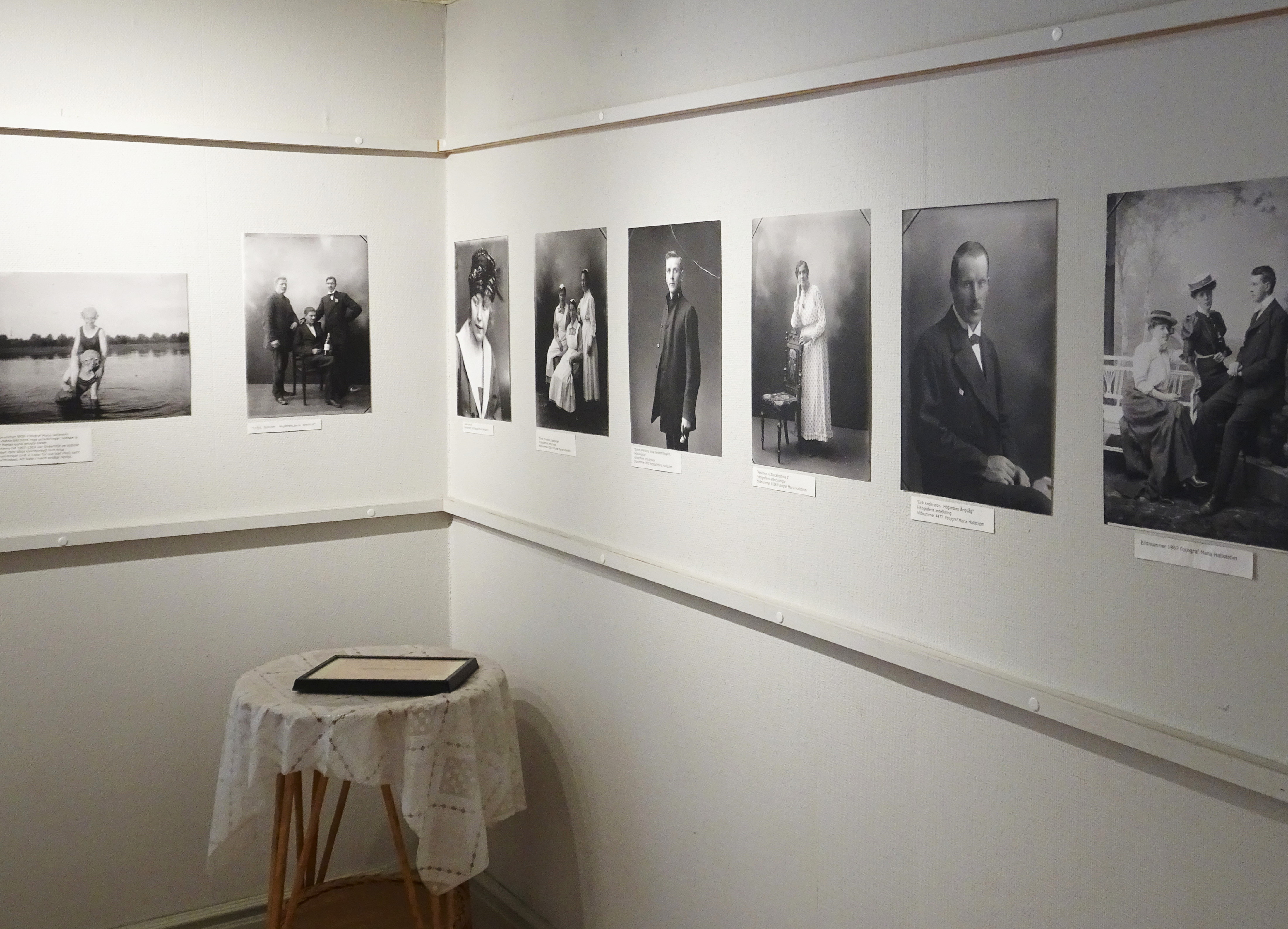
Hallströms fotoutställning (2022).